# 张家村 (腾冲市)
张家村。中国云南省腾冲市芒棒镇所辖的一个行政村。张家村位于芒棒镇东部，距镇驻地3公里，距腾冲县城46公里。与老桥头村、曼乃村、芒棒村、马家村、马场村相邻。总面积7.02平方公里。张家村包含9个村民小组，分别为侯家庄、旧关、麦子田、甫田、滚子冲、番家箐、张家村、晁家营、杨家寨。总人口2186人，其中农业人口2147人。行政区划代码530581110202

## 地理
张家村海拔1380米。全村耕地面积0.78平方公里(1178亩)，林地2.16平方公里(3248.8亩)。

### 气候
年平均气温19℃，年降水量1650mm。